# Fernand Jacopozzi
Fernand Jacopozzi (geboren am 12. September 1877 in Florenz, Italien; gestorben am 5. Februar 1932 in Paris) war ein italienischer Unternehmer, Ingenieur und Elektriker aus Paris, der besonders für seine Arbeit im Bereich der Lichttechnik bekannt war.

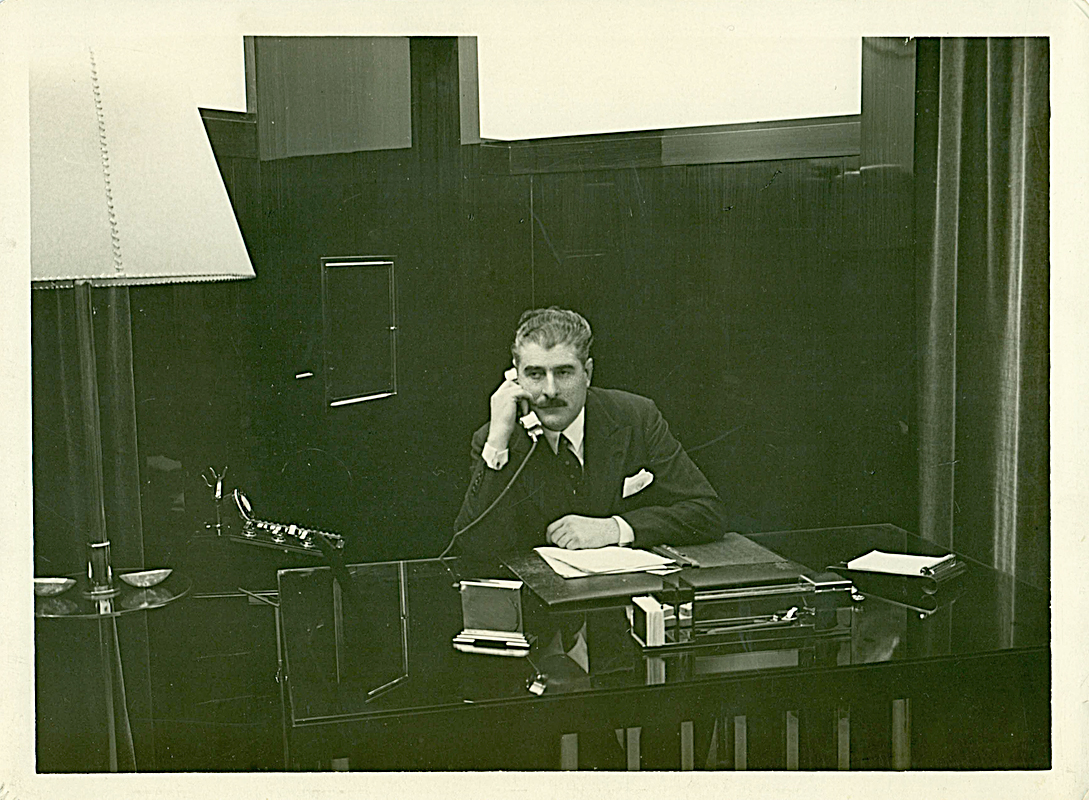
Fernand Jacopozzi in seinem Büro

Der als „Lichtmagier“ bezeichnete Elektriker entwickelte die Kunst der Beleuchtung und veränderte das nächtliche Bild von Paris durch seine Beleuchtung von Denkmälern und Kaufhäusern bei Festen und Veranstaltungen.
Während der Internationalen Ausstellung für moderne dekorative und industrielle Kunst von 1925 brachte ihm seine Beleuchtung des Eiffelturms im Auftrag von Citroën Weltruhm ein.
Um die französische Hauptstadt im Ersten Weltkrieg vor Bombenangriffen zu schützen, beschloss die zuständige Abteilung des Kriegsministeriums 1917, ein falsches Paris in den äußeren Vororten zu bauen und beauftragte dafür Jacopozzi mit der Herstellung einer Lichttarnung, das die deutschen Flugzeuge täuschen sollte.
Für seine Verdienste rund um die Landesverteidigung und seinen Beitrag zum Renommee von Paris wurde er am 22. Januar 1932 zum Kommandeur der französischen Ehrenlegion befördert.
Fernand Jacopozzi starb an den Folgen einer Operation am 5. Februar 1932 und wurde auf dem Friedhof Père-Lachaise begraben.

## Biografie
Jacopozzi wuchs als ältestes von sieben Kindern in einer wohlhabenden Florenzer Familie auf. Nach eigenen Aussagen reiste er als junger Erwachsener nach Frankreich, um einer arrangierten Ehe zu entfliehen, wahrscheinlicher ist jedoch, dass er nach beruflichen Möglichkeiten suchte.
Nach Paris kam er zur Zeit der sogenannten Belle Époque, in der sich die Stadt in einem Prozess der Urbanisierung und Modernisierung befindet. Der wirtschaftliche Wohlstand stand dabei im Zentrum, begleitet von technischen, wissenschaftlichen und kulturellen Innovationen.
Als Jacopozzi im Jahr 1900 schließlich ganz nach Paris zog, verklärte gerade die Einführung des elektrischen Stroms, wie er auf der Weltausstellung triumphierte, die Hauptstadt. Auf dem Champ de Mars, gegenüber dem Eiffelturm, dessen Gaslampen durch fünftausend Glühbirnen ersetzt worden waren, wurde der 23-Jährige besonders von Henri Beaus Illumination der farbwechselnden Fontänen vor dem Palais de l'électricité inspiriert.

### Erste eigene Unternehmen
1903 gründete er in Paris mit Jacopozzi et Cie sein erstes Unternehmen, das sich auf die Dekoration von Ladenfronten und Schildern für Geschäfte spezialisierte. Nachdem die Firma zunächst in der Rue Popincourt 25 untergebracht war, zogen die Geschäfte und Büros noch im Juni desselben Jahres in die Rue Sainte-Anne 43 um.
Zu Beginn des 20. Jahrhunderts verwandelte Jacopozzi mit dem Atelier Paz und Silva die Plätze und Boulevards von Paris mit riesigen automatischen Leuchtreklamen, die auf Dächern und Balkonen angebracht wurden und wurde damit Vorreiter der elektrischen Beleuchtung und Reklame.
Die in der Rue Sainte-Anne 55 ansässige Firma setzte mit ihrem Verfahren aus flexiblen Elektrostreifen und Punktlampen, für das sie seit 1901 das Patent besaß, die Beleuchtung von Denkmälern und Festlichkeiten in und um Paris um. So zum Beispiel auch die Feierlichkeiten zum 100. Geburtstag von Victor Hugo im Jahr 1902 und die jährlichen Automobilausstellungen, die vom französischen Automobilclub organisiert wurden.

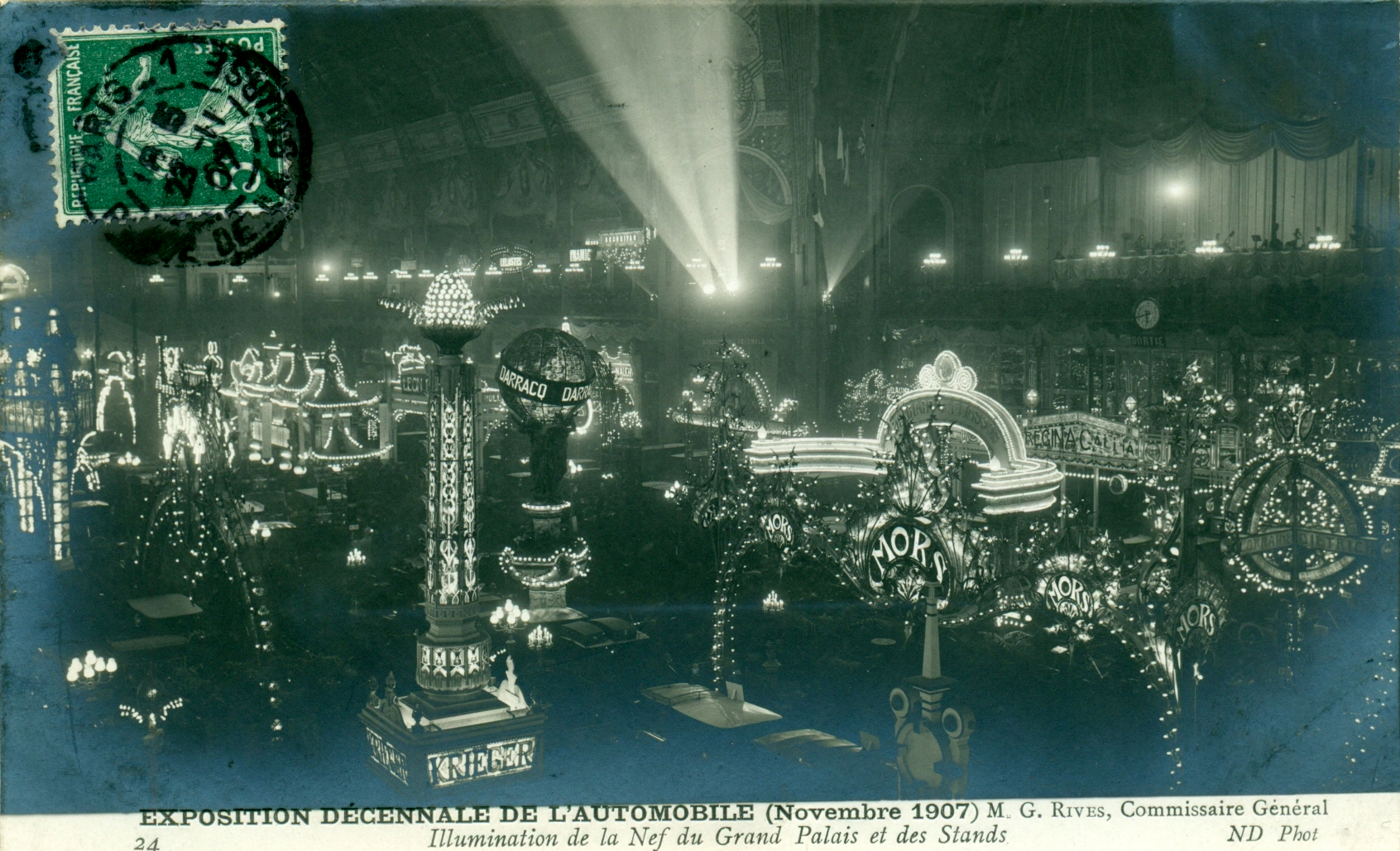
Beleuchtung des Kirchenschiffs des Grand Palais während der Automobilausstellung 1907

Dort machte Jacopozzi seine ersten Erfahrungen als Elektrotechniker und wurde zum künstlerischen Leiter der Firma ernannt. Auch in der Öffentlichkeit fanden seine Arbeiten für die Beleuchtungen der Automobilausstellungen im Grand Palais große Beachtung:

„Die Pariser können sich jedes Jahr auf der Ausstellung des Automobil-Clubs von Frankreich im Grand Palais der Champs-Élysées davon überzeugen. Das märchenhafte Aussehen des großen Kirchenschiffs und die künstlerische Beleuchtung der Stände haben mit diesem Verfahren einen Grad der Perfektion erreicht, den die schweren Gasdrucklampen und die alten schmierigen Lampions nicht für sich beanspruchen konnten.“

Im Juni 1907 gründete Fernand Jacopozzi die Firma Établissements Jacopozzi in der rue du Chemin-Vert 78. Das Unternehmen, das sich auf Beleuchtungsdekorationen, elektrische Mietdekorationen und Lichterzüge spezialisiert hatte, zog im Dezember 1910 in die Rue de Bondy 44 (heute Rue René-Boulanger) um, die zum Hauptsitz des Unternehmens wurde.
Die Qualität und Originalität seiner Lichtvorrichtungen verschaffte ihm eine derart gute Reputation, dass er von der Pariser Stadtverwaltung für die Dekoration von staatlichen Festlichkeiten beauftragt wurde. Ein Komitee aus Geschäftsleuten der Viertel um den Bahnhof Saint-Lazare und die städtische Oper bat den „florentinischen Dekorationskünstler“ um einen „Lichterzug nach italienischer Art“ für das Pariser Fest Mi-Carême im März 1907.

### Engagement im Bereich Kino und Theater
In einem offenen Brief, der im Januar 1908 in der Zeitung Comoedia veröffentlicht wurde, schrieb Fernand Jacopozzi über seine Leidenschaft für das Theater und seinen Wunsch nach einer Politik der ermäßigten Eintrittspreise, die das Theater für eine einfachere Bevölkerung zugänglich machen würde.

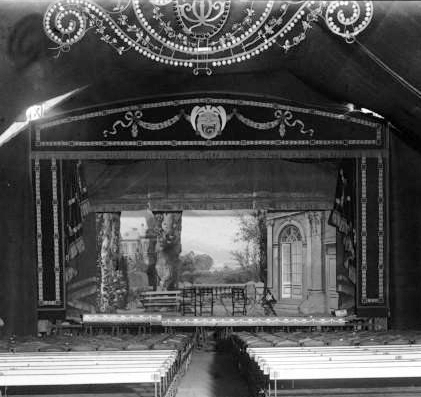
Bühne des Théâtre national ambulant von Firmin Gémier, beleuchtet von Fernand Jacopozzi, 1911.

1911 entwarf er daraufhin die Beleuchtung für das Théâtre national ambulant von Firmin Gémier – einem zerlegbaren Saal mit 1650 Sitzplätzen, der mit Last- oder Güterwagen transportiert wurde.
Im Dezember 1912 wurde das Kino-Theater Passy (Paris), ein von den Jacopozzi-Einrichtungen gebauter Saal mit 600 Plätzen in der 22 rue de Passy eingeweiht. Die Zeitschrift Le Courrier Cinématographique schrieb (übersetzt):

„Der Saal, der sehr komfortabel und gleichzeitig sehr kokett ist, ist mit Lichtmotiven geschmückt, die einen hinreißenden Effekt haben. Wir dürfen übrigens nicht vergessen, dass sein Direktor, Herr Jacopozzi, zu Recht als "König des Lichts" bezeichnet.“

Auch das Kino Nouveautés Aubert-Palace mit fast tausend Plätzen, das am 21. Mai 1915 in der Pariser Boulevard des Italiens eingeweiht wurde und besonders durch seinen Komfort und Luxus auffiel, zählt zu den Projekten Jacopozzis.

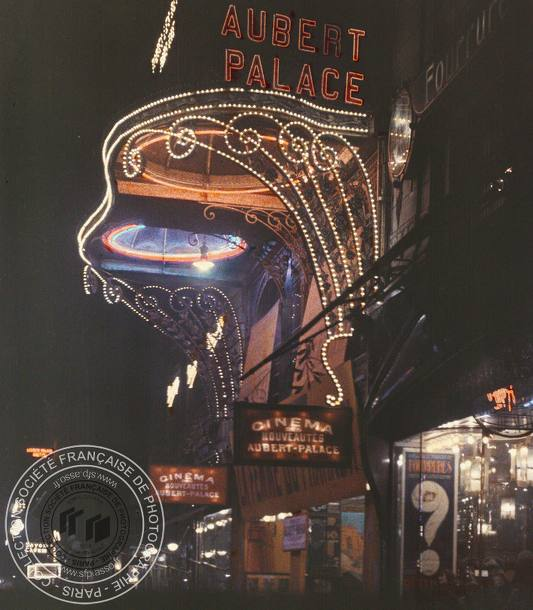
Beleuchtete Fassade des Kinos Aubert Palace 1922

Der Saal ist mit einer kühlenden und reinigenden Belüftung ausgestattet, die, ebenso wie die fünftausend Lampen der Lichttechnik, in einer an Pompeji angelehnten Dekoration verborgen ist.

### Tätigkeiten während des Ersten Weltkrieges
Nachdem Paris seit August 1914 immer wieder nächtlichen Bombardements ausgesetzt war, wurde die Stadt von den Behörden in Dunkelheit getaucht, damit die deutschen Kampfpiloten sich nicht orientieren konnten.
Sobald es zum Alarm kam, ergriffen Feuerwehrleute und Ordnungskräfte auf Befehl des französischen Generalstabs Maßnahmen zum Ausschalten der öffentlichen und privaten Beleuchtung.
Auf die Anordnung von Georges Clemenceau sorgte Jacopozzi daraufhin für eine nächtliche Maskierung von Paris, indem er insbesondere die Illusion von Versorgungseinrichtungen des Gare de l’Est, die auf der Seite von Aulnay-sous-Bois untergebracht sind, erzeugte.
Im Jahr 1918 beschloss die DCA, die für die Verteidigung des Territoriums gegen Luftangriffe zuständig war, die Schaffung eines Schein-Paris, um die deutschen Angriffe von der Hauptstadt abzulenken (siehe auch Réplique de Paris).
Den nötigen Zuschlag dafür erhielt Fernand Jacopozzi dank „seines Einfallsreichtums und der Einfachheit seiner Mittel“, wie Le Figaro im Februar 1932 nach dem Tod des Elektroingenieurs italienischer Herkunft berichtete. Ein erster Vertrag wurde für die Region Orme de Morlu, nordöstlich von Saint-Denis abgeschlossen. Laut L’Illustration waren die Schwierigkeiten bei der Ausführung so groß, dass man eine Schleife der Seine benutzte, die derjenigen, die durch die Hauptstadt fließt, ähnlich war und die durch keine Tarnung ersetzt werden konnte. Die Gebiete, die auf diese Weise für die Bombardierung durch den Feind bestimmt werden sollten, durften schließlich nicht bewohnte Ortschaften umfassen.
Die Anlagen „wurden jedoch erst nach dem letzten deutschen Überfall auf Paris im September 1918 fertiggestellt; sie haben also nicht den Ernstfall bestanden“, kommentierte La Revue militaire mehr als zehn Jahre später im Jahr 1930.

### Karriere nach Kriegsende

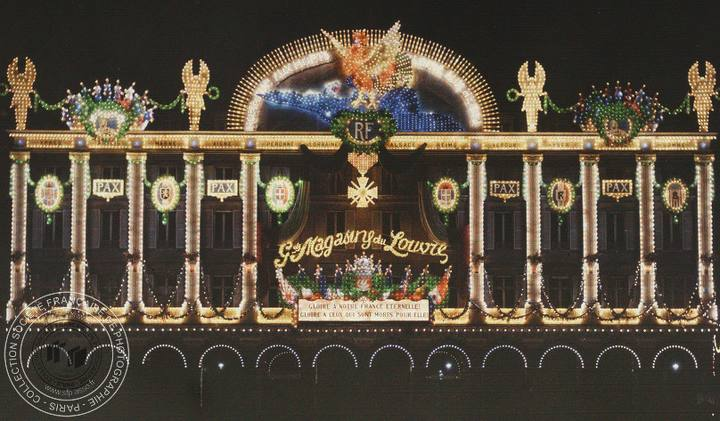
Illumination des Magasins du Louvre pour le défilé de la Victoire, en 1919.

Bei der französischen Siegesparade am 14. Juli 1919 verwandelten die beflaggten und mit Lichtern geschmückten Straßen von Paris die großen Boulevards. Die Konstruktionen Jacopozzis beleuchteten die Fassaden des Pariser Rathauses und der Grands Magasins du Louvre. Zudem organisierte er für die Zeremonie einen Lichterzug vom Grand Palais zum Châtelet.

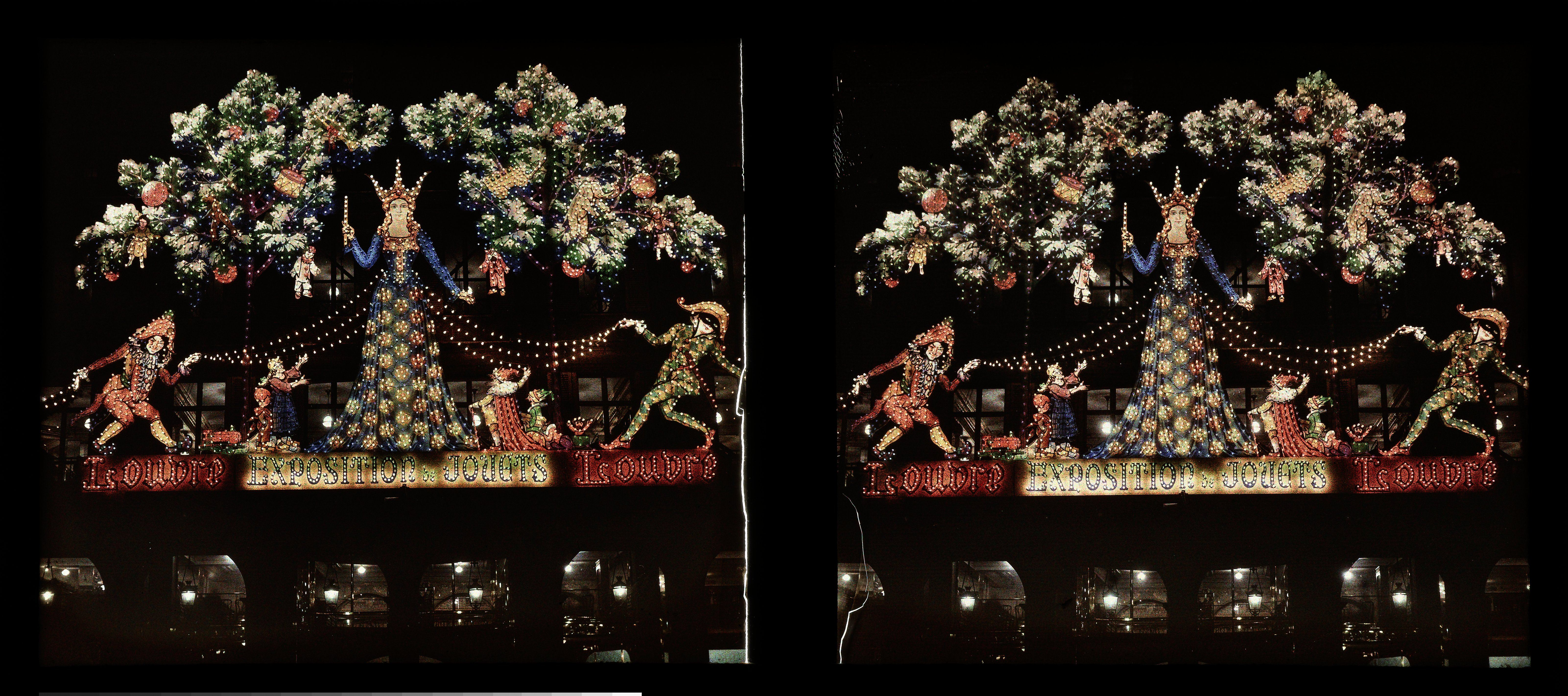
Beleuchtung der Magasins du Louvre durch die Betriebe von Jacopozzi und Léon Gimpel, autochrome Glasplatte, Sammlung des Rijksmuseum, RP-F-F14226.

In der Zeit zwischen den beiden Weltkriegen wetteiferten die Pariser Geschäfte jedes Jahr während der Weihnachtszeit miteinander, um die Menschen mit der leuchtenden Dekoration ihrer Fassaden zu beeindrucken.
Die Arbeiten der Firma Jacopozzi zeichnen sich durch ihre Kreativität und die gewagten Vorrichtungen aus. Die Grands magasins du Louvre sowie die Geschäfte Le Bon Marché, Bazar de l’Hôtel de Ville, Galeries Lafayette und Samaritaine nahmen die Dienste des Unternehmens in Anspruch, das sich zum unumgänglichen Anbieter dieser animierten Lichtspiele entwickelte, die bei Einbruch der Nacht die Massen anlockten.
Die Spektakel wurden durch die Aufnahmen des Fotoreporters Léon Gimpel verewigt, der die ersten Farbfotos von Paris bei Nacht mit dem Autochrom-Verfahren der Brüder Lumière machte.

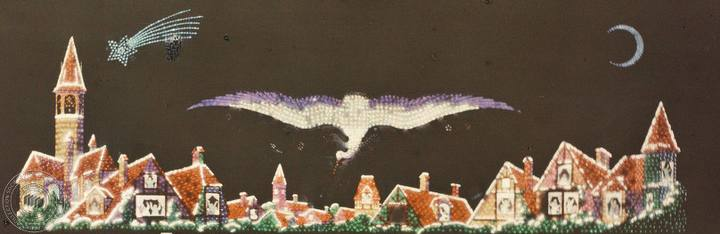
Weihnachtsbeleuchtung der Magasins du Louvre 1929, Léon Gimpel, Kollektion SFP

Die Dekorationen von 1929 wurden im Jahre 1930 auch für Geschäfte in London übernommen. Das im Ausland anerkannte Fachwissen der Firma Jacopozzi ermöglichte die Realisierung von Beleuchtungen in England, Belgien, Spanien und Südamerika.

« À Paris, les installations lumineuses destinées à fêter Noël étaient préparées aux Buttes-Chaumont, et aussi dans un grand hangar situé avenue Laumière, près de La Villette. Ces vastes locaux présentaient l'avantage de comporter une mezzanine d'où, à bonne distance, avec le recul nécessaire, l'on pouvait juger du dessin et du bon rapport des couleurs. […] Les peintres traçaient les contours des sujets qui, assemblés, formeraient le théâtre de lumière appliqué sur les façades des grands magasins. […] Les panneaux peints et « électrifiés » étaient hissés contre les façades à décorer et fixés sur des éléments d'échafaudages amarrés aux fenêtres et aux entablements. Il restait à procéder aux raccordements électriques, à relier entre eux les différents motifs lumineux et à les raccorder à la machinerie qui, par des jeux de contacteurs, donneraient l'illusion du mouvement. »

„In Paris wurden die Lichtinstallationen für das Weihnachtsfest in Buttes-Chaumont und auch in einem großen Gebäude in der Avenue Laumière in der Nähe von La Villette vorbereitet. Diese großen Räumlichkeiten hatten den Vorteil, dass sie über ein Zwischengeschoss verfügten, von dem aus man aus sicherer Entfernung und mit dem nötigen Abstand das Design und das richtige Verhältnis der Farben beurteilen konnte. […] Die Maler zeichneten die Umrisse der Motive vor, die zusammengesetzt das Lichttheater bilden würden, das an den Fassaden der Kaufhäuser angebracht wurde. […] Die bemalten und "elektrifizierten" Tafeln wurden an den zu dekorierenden Fassaden hochgezogen und an Gerüstteilen befestigt, die an Fenstern und Fensterbänken verankert waren. Nun mussten noch die elektrischen Anschlüsse hergestellt, die verschiedenen Lichtmotive miteinander verbunden und an die Maschinerie angeschlossen werden, die durch das Zusammenspiel von Kontaktschaltern die Illusion von Bewegung erzeugen sollte.“

### Von Jacopozzi eingeführte Beleuchtungstechniken

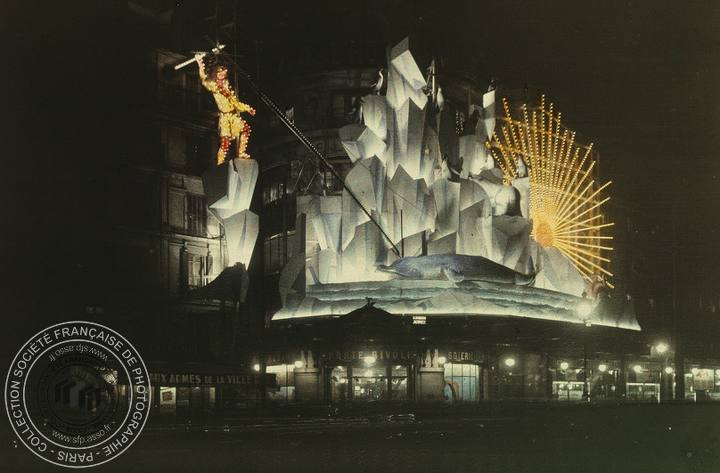
Weihnachtsbeleuchtung des Bazar de l’Hôtel de Ville 1931.

Durch eine indirekte Beleuchtung, bei der der Lichtstrahl an einer reflektierenden Oberfläche wie einer Wand oder Decke gestreut wird, gelang Jacopozzi und seinen Mitarbeitern erstmals, den Eindruck eines Reliefs zu erwecken, wie es an der Lichtdekoration der Waljagd an der Fassade des BHV im Jahr 1931 zu sehen war.
Gleichzeitig wurden die Glühlampen in einem bestimmten Rhythmus ein- und ausgeschaltet, um die Illusion von Bewegung zu erzeugen.
Um das Aus- und Einschalten zu synchronisieren, entwickelte Jacopozzi eine Vorrichtung nach dem Prinzip einer Spieluhr mit Schließzylinder: Ein Elektromotor dreht eine sogenannte Nockenwelle, die die Schaltkreise öffnet oder schließt. Diese Kombinatoren sind in einer Steuerkabine zentralisiert.
Auch an einem aktiven Forschungs- und Entwicklungsprozess im Bereich der elektrischen Anwendungen beteiligten sich die Unternehmen des italienischen Ingenieurs. Am 21. Juni 1911 ließ er eine neue elektrische Glühlampe für Lichtwerbung sowie ihre Montagevorrichtung patentieren, am 1. August 1911 folgte das Patent eines leicht demontierbaren und umbaubaren elektrischen Rohrleitungssystems und am 1. Januar 1921 eine Innovation für die elektrische Signalisierung von Autos, das für eine Ausschreibung der Pariser Stadtverwaltung eingereicht wurde.

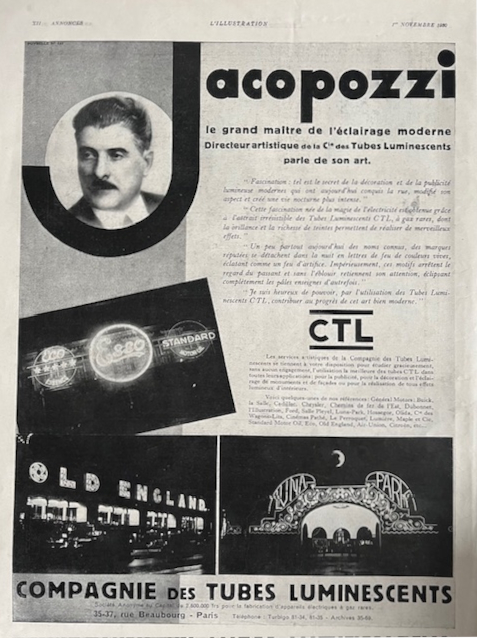
Werbung der Leuchtstoffröhrengesellschaft CTL

Seit den 1920er Jahren bot die von Georges Claude entwickelte und patentierte Beleuchtung mit Leuchtstoffröhren auf Neonbasis eine zuverlässige Alternative zu Glühlampen.
Fernand Jacopozzi kombinierte daraufhin Glühbirnen und Neonröhren in seinen Kompositionen. Er entschied sich für die Zusammenarbeit mit der Firma CTL (Compagnie des Tubes Luminescents), die mit der Firma Claude Lumière konkurrierte und mit seiner eigenen Firma Paz und Silva verbunden war, um seine Beleuchtungen mit Leuchtstoffröhren zu vertreiben.

### Besondere Erfolge

#### Beleuchtung des Eiffelturms
Von April bis Oktober 1925 fand in Paris die Exposition internationale des arts décoratifs et industriels modernes statt, bei der zwischen der Esplanade des Invalides und den Außenbereichen des Grand und Petit Palais die Kunstwerke von etwa 20 vorwiegend europäischen Nationen ausgestellt wurden.
Die Jacopozzi-Unternehmen wurden dabei mit dem Hauptpreis für Straßenkunst ausgezeichnet.
Das Ereignis bot zudem die Gelegenheit, den Eiffelturm erneut mit einem imposanten Lichtspiel zu beleben. Für eine solche Realisierung wandte sich Gabriel Thomas, ein reicher Finanzier und Geschäftsführer der Société d’exploitation de la tour Eiffel, die das Bauwerk verwaltet, schon im Vorhinein an Jacopozzi.
Fernand Jacopozzi, der sich zu dieser Zeit auf Leuchtreklamen spezialisiert hatte, erkannte den Werbeeffekt, einen Namen in riesigen leuchtenden Buchstaben auf den Turm zu schreiben. So wandte er sich zunächst an die Magasins du Louvre und Louis Renault, die jedoch ablehnten, bevor er der Werbeabteilung des Unternehmens Citroën einen Vorschlag unterbreitete.
André Citroën, der Pionier der kommerziellen Automobilindustrie in Frankreich, lud ihn ein, um das Projekt persönlich zu prüfen. Der Großunternehmer stimmte unter der Bedingung zu, immer die direkte Kontrolle über alles, was mit dem Eiffelturm zu tun hatte, zu behalten.

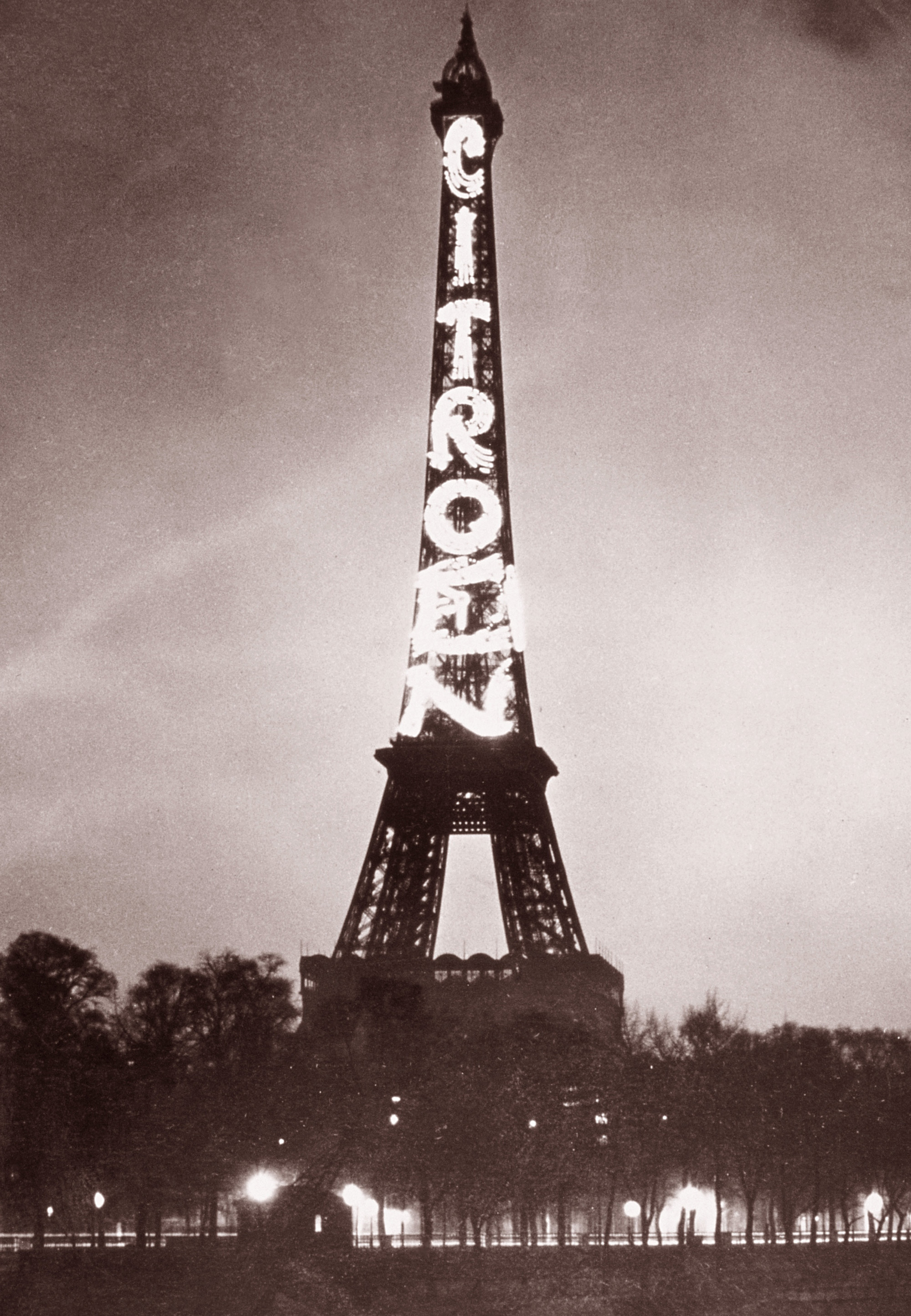
Leuchtreklame von Citroën, 1925.

Die Arbeiten begannen am 27. Mai: Eine 400 m lange Rinne leitete den Netzstrom mit einer Spannung von 12 000 V zu einer 1000-kW-Transformatorstation am Fuß des Südpfeilers, die die Spannung auf 220 V senkte und sie über 32.170 m lange Kabel mit einem Gewicht von 15 t zur Verteilerkabine im zweiten Stock weiterleitete, die die Animationen der Illuminationen steuert. Innerhalb von zwei Monaten installierten Zirkusakrobaten und eigens rekrutierte Marineinfanteristen in luftiger Höhe 200.000 Lampen in sechs Farben, die auf einem 57 km langen Drahtnetz verteilt waren. Am 4. Juli 1925 um 4 Uhr morgens beobachtete Fernand Jacopozzi von einem Motorboot aus die Tests. Die Trocadero-Seite wurde am 13. Juli fertig, die Seite von La Bourdonnais am 15. Juli, Grenelle am 30. Juli. Die Seite des Champ-de-Mars sollte im Dunkeln bleiben, um die Kühlung des Ganzen zu gewährleisten.
Fortan beleuchtete die Reklame während der Ausstellung täglich für 40 Sekunden, die Hauptstadt, bevor sie wieder erlosch.
Als es am 21. Mai 1927 dem Amerikaner Charles Lindbergh erstmals gelang, den Nordatlantik mit einem Flugzeug zu überqueren, berichtet der Pilot nach dem Flug von New York nach Le Bourget, in der Nacht schon aus großer Entfernung die Beleuchtung des Eiffelturms gesehen zu haben, die ihm bei der Navigation sehr geholfen habe.

#### 11. November 1928
Zum zehnten Jahrestag des Kriegsende wurden der Arc de Triomphe, der Place de la Concorde, La Madeleine und das Palais Bourbon den ganzen Abend lang zu Ehren der Kriegshelden beleuchtet.
Bei Probeläufen am 31. Oktober, an denen auch der französische Kulturminister teilnahm, der die Beleuchtung des Ensembles finanzierte, konnte das von Fernand Jacopozzi entwickelte Verfahren der indirekten Beleuchtung erstmals getestet werden.

#### Fünfzigjähriges Jubiläum der Avenue de l’Opéra 1929
Während der Feierlichkeiten für die Avenue de l’Opéra, die am 22. Juni 1929 begannen, beleuchtete die Firma Jacopozzis die Opéra Garnier.

#### Notre-Dame de Paris
Anlässlich der Hundertjahrfeier der Romantik beauftragte die Stadtverwaltung von Paris Fernand Jacopozzi mit der Beleuchtung der Kathedrale Notre-Dame de Paris.
Das Denkmal wurde daraufhin am Abend des 23. Juni 1930 beleuchtet.

Die beleuchtete Fassade von Notre Dame (1930)
Beleuchtung des südlichen Querschiffs von Notre Dame (1930)
Der Pfeiler und die Spitze der Türme von Notre Dame 1930

#### Fünfhundertjahrfeier von Jeanne d’Arc
In Vorbereitung auf die Feierlichkeiten zum fünfhundertsten Jahrestag von Jeanne d’Arc wurde Fernand Jacopozzi zu dem Projekt befragt, die Kathedrale von Rouen zu beleuchten.
So sahen die Einwohner von Rouen ihre Stadt während der Festwoche im Lichterglanz – das Rathaus von Rouen, die Kathedrale, das Siegesdenkmal, der Place du Vieux-Marché, die Kirche Abbaye Saint-Ouen de Rouen sowie die Kirche Saint-Maclou wurden mit kunstvollen Motiven angestrahlt.

Beleuchtung des Palais de justice im Jahr 1931

#### Internationale Kolonialausstellung
Vom 6. Mai bis 15. November 1931 konnten im Palais de la Porte Dorée Jacopozziz Beleuchtungen der Rekonstruktion des Tempels von Angkor Wat und seiner Auffahrt in den Farben weiß, blau, gelb und rot bestaunt werden.
Auch der Pavillon von Kambodscha und der große Brunnen im Pavillon von Italien wurden bei der Ausstellung beleuchtet.

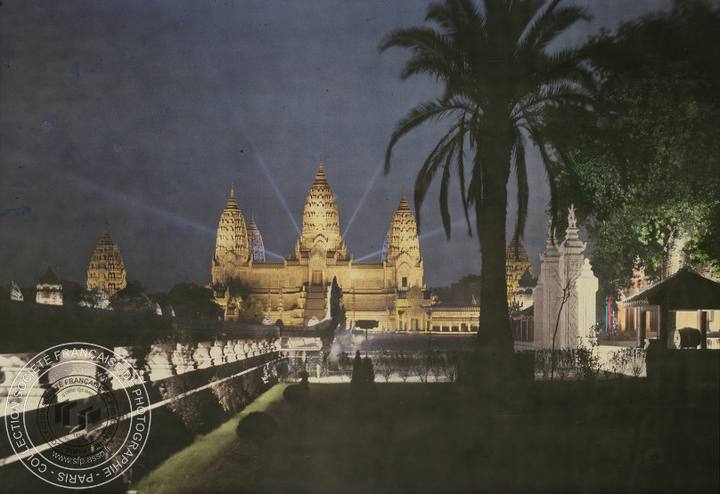
Kolonialausstellung in Paris 1931: Beleuchtung des Tempels Angkor Wat.

### Ende seiner Karriere

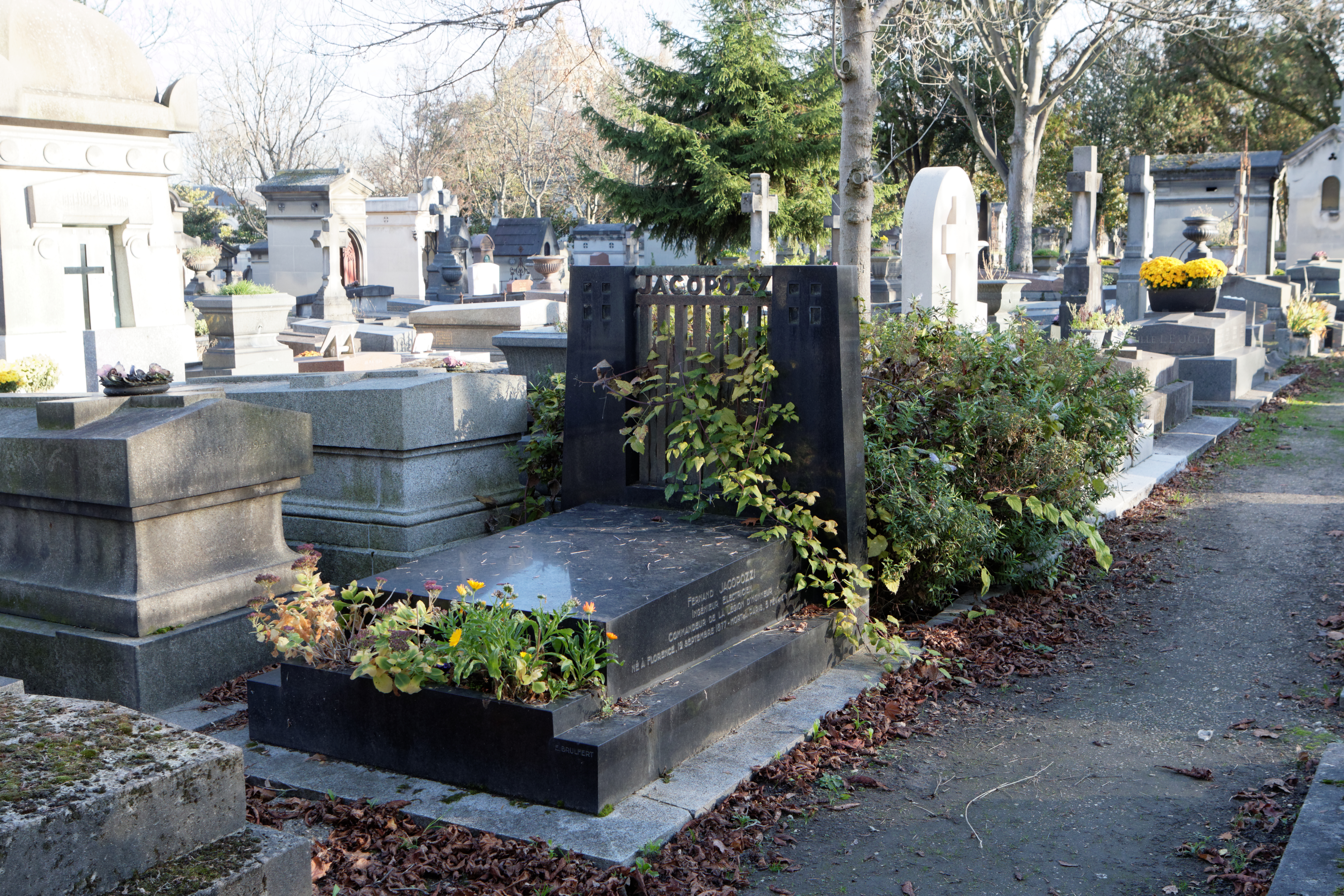
Grab Jacopozzis auf dem cimetière du Père-Lachaise

Auf dem Höhepunkt seiner Kunst und mitten in laufenden Projekten und Aufträgen starb Fernand Jacopozzi mit 54 Jahren nach einem chirurgischen Eingriff am 5. Februar 1932.